# Umbilicus heylandianus
Umbilicus heylandianus é uma espécie de planta com flor pertencente à família Crassulaceae. 
A autoridade científica da espécie é Webb & Berthel., tendo sido publicada em Hist. Nat. Iles Canaries 3: (2, 1) 176. 1840.

## Portugal
Trata-se de uma espécie presente no território português, nomeadamente em Portugal Continental.
Em termos de naturalidade é nativa da região atrás indicada.

## Protecção
Não se encontra protegida por legislação portuguesa ou da Comunidade Europeia.